# Siegmund Jakob Baumgarten
Siegmund Jakob Baumgarten (Wolmirstedt, 14 marzo 1706 – Halle, 4 luglio 1757) è stato un teologo tedesco.

## Biografia
Era il fratello del filosofo Alexander Gottlieb Baumgarten (1714–1762). Baumgarten studiò teologia presso l'Università di Halle. Nel 1730 divenne professore associato a Halle, dove nel 1734 fu nominato professore ordinario di teologia. Nel 1748 fu nominato rettore universitario. Alla fine della sua vita tradusse articoli e biografie enciclopediche dall'inglese al tedesco.
Baumgarten era un seguace degli insegnamenti filosofici di Christian Wolff (1679-1754) e fu considerato un teologo di transizione dal pietismo di Philipp Jakob Spener (1635-1705) e August Hermann Francke (1663-1727) a quello del razionalismo moderno . Fu uno scrittore prodigioso e pubblicò opere su esegesi, ermeneutica, dogmatica e storia. Fu editore dei primi sedici volumi dell'Allgemeine Welthistorie (Storia mondiale generale), che dopo la sua morte fu continuato dal suo assistente Johann Salomo Semler (1725-1791).

## Opere
- Auszug der Kirchengeschichte, Halle 1743–63 (3 volumi)
- Geschichte der Religionsparteien, Halle 1755
- Nachrichten von merkwürdigen Büchern, Halle 1752–57 (12 volumi)
- Nachrichten von einer hallischen Bibliothek, Halle 1748–58